# Zhang Ying (hóquei sobre a grama)
Zhang Ying (28 de agosto de 1998) é uma jogadora de hóquei sobre a grama chinesa.

## Carreira
Ying formou-se no Instituto de Esportes de Nanjing.
Nos Jogos Olímpicos de Verão de 2024, em Paris, conquistou a medalha de prata no torneio feminino do hóquei sobre a grama, após confronto na final contra a equipe holandesa por pênaltis. Além disso, a mesma equipe conseguiu o ouro nos Jogos Asiáticos de 2022.